# 腋毛勾儿茶
腋毛勾儿茶（学名：[Berchemia barbigera] 错误：{{Lang}}：文本有斜体标记（帮助））为鼠李科勾儿茶属下的一个种。

## 扩展阅读
- 維基物種上的相關：腋毛勾儿茶